# Maravalia pallida
Maravalia pallida är en svampart som beskrevs av Arthur & Thaxt. ex Arthur 1922. Maravalia pallida ingår i släktet Maravalia och familjen Chaconiaceae.   Inga underarter finns listade i Catalogue of Life.